# Magic Sticks
Magic Sticks (conocida en Portugal como Golpe Mágico) es una película (comedia) de 1987, dirigida por Peter Keglevic, que a su vez la escribió junto a George Kranz y Christopher Ragazzo, protagonizada por George Kranz, Kelly Curtis y Samuel L. Jackson. 
El filme fue realizado por Atlas Trio Filmkunst, Maran Film, Tale Film y Westdeutscher Rundfunk (WDR). La película fue estrenada el 6 de mayo de 1987.

## Sinopsis
Un joven baterista consigue unas baquetas mágicas de un vendedor en la calle. Rápidamente se da cuenta de que los palos pueden hacer danzar descontroladamente a los neoyorquinos.